# Bledo uvo
Bledo uvo (Otidea alutacea) je gljiva iz klase askomiceta, jednoćelijskih gljiva. Naseljava mešovite šume, raste u grupi veoma retko pojedinačno. Nije česta vrsta. Raste na zemlji i plodonosi krajem leta, početkom jeseni. 

## Opis plodnog tela
Plodno telo je u obliku čašice ali sa jedne strane je presečena, a druga izdužena, visine do 6 cm i širine 4 cm. Oblik može posećati na uho.  Unutrašnja površina je glatka u nijansama tamne oker boje , spoljna je svetlija, fino granulirana. Meso je krho, žućkasto bez izraženog ukusa i mirisa.

## Mikroskopija
Spore izduženo eliptične, glatke, hijale sa dve kapljice. 12 - 15 x 6 - 8 µm. 

## Galerija
- Otidea alutacea
- Otidea alutacea
- Otidea alutacea
- Otidea alutacea
- Otidea alutacea
- Otidea alutacea
- Otidea alutacea
- Otidea alutacea
- Otidea alutacea

## Literatura
- Gljive Srbije i zapadnog Balkana. Uzelac B. BGV Logic Beogad, 2009.
- Mushrooms. Phillips R. Macmillan London, 2006
- http://www.first-nature.com
- https://web.archive.org/web/20180731221550/http://www.mykoweb.com/CAF/species/Otidea_alutacea.html

## Spoljašnje veze
- http://bioras.petnica.rs%5B%5D
- http://www.indexfungorum.or%5B%5D